# Brand New
Brand New var et rockband fra Long Island, New York, USA. De har udgivet fem studiealbums: Your Favorite Weapon, Deja Entendu, The Devil And God Are Raging Inside Me, Daisy og Science Fiction.

## Medlemmer
- Jesse Lacey – Vokal og guitar
- Vincent Accardi – Guitar, Vokal
- Garrett Tierney – Bas
- Brian Lane – Trommer

## Album

### Your Favorite Weapon
Efter at have signet deres første pladekontrakt på en enkelt CD med pladeselskabet Triple Crown Records udgav de i 2001 deres første album. Lyden på dette album kan kategoriseres som værende "pop-punk", hurtig og melodisk guitarrock tilsat tekster primært omhandlende ulykkelig teenage-kærlighed, som bands som Blink 182 og Green Day var foregangsmænd for.

### Deja Entendu
Brand New vakte først rigtig opmærksom med dette studiealbum fra 2003. Stilen er markant anderledes end på det første album. Det er stadigvæk melodisk og teksterne er følelsesmæssigt ladet, dog mere emotionelle end på første album. Sangskriver Jesse Lacey har især udviklet sin lyrik. Teksterne er emotionelle og bærer præg af en de mørkere sider ved teenage-årene.

### The Devil And God Are Raging Inside Me
Det tredje album fra Brand New udkom i 2006. Det blev generelt modtaget bedre end det forrige album. Albummet er endnu et bevis på at Brand New er et band der konstant er i bevægelse. Jesse Lacey er endnu engang i lyrisk topform. Tonen på dette album er langt mørkere end på det forrige og der bliver i mange i af sangene sat fokus på død. Kontrasten mellem de gode og dårlige egenskaber i mennesket.

### Daisy
På det fjerde album fra Brand New er afstanden til det forrige album rent musikalsk ikke særlig stort. De beskæftiger sig stadigvæk med skyggesiderne af det menneskelige sind. Også rent musikalsk føles det som en opfølger på det forrige album. Dog er bandet vokset og er blevet sikrere sangskrivere. De tager større chancer og udfordrer. Det emotionelle er stadigvæk i fokus, både lyrisk og musikalsk, men der er også håb forude. En lysning i skoven. Der reflekteres og historien på dette album er i bund og grund erkendelsen af, at vi ikke alle er perfekte og at vi skal lære og acceptere at ingen af os er ens.